# كأس فنلندا 2017
كأس فنلندا 2017 (بالفنلندية: Jalkapallon Suomen Cup 2017)‏ هو الموسم 63 من كأس فنلندا. أقيم خلال الفترة 27 يوليو 2016 وحتى 23 سبتمبر 2017، وأشرف على تنظيمه اتحاد فنلندا لكرة القدم، وكان عدد الأندية المشاركة فيه 92، وفاز فيه نادي هلسنكي.